# Bourne (Massachusetts)
Pour les articles homonymes, voir Bourne.
Bourne est une ville du Massachusetts, située dans le comté de Barnstable sur Cap Cod. La ville est située sur le canal du Cap Cod. 

## Villages
Bourne inclut sept villages : 
- Bournedale,
- Buzzards Bay,
- Cataumet,
- Monument Beach,
- Pocasset,
- Sagamore
- Sagamore Beach.

Le village de Buzzards Bay que se trouve la Massachusetts Maritime Academy.